# Újbajna
Újbajna (1899-ig Izbugya-Zbojna, szlovákul: Vyšné Zbojné) Bajna község része Szlovákiában, az Eperjesi kerület Mezőlaborci járásában.

## Fekvése
Mezőlaborctól 18 km-re délkeletre fekszik. A település északnyugati részét alkotja.

## Története
A település 1400 körül soltész általi betelepítéssel keletkezett az izbugyai uradalom területén, a szomszédos Homonnazbojna határában. Első írásos említése 1463-ban „Zboyna” alakban történt. Első birtokosai izbugyai nemesek voltak. 1600-ban csak a soltész háza állt a településen. 1715-ben 6 lakatlan és 12 lakott háza volt. 1720-ban 8 háztartása létezett. 1787-ben 34 házában 251 lakos élt. A 18. században a helyi nemes Kocsándy és Pik családok tulajdona.
A 18. század végén Vályi András így ír róla: „Homonna Zbojna, Izbugya Zbojna. Két orosz faluk Zemplén Várm. földes Uraik Almási, Kátsándi, és több Uraságok, lakosaik külömbfélék, határbéli földgye Hom. Zbojnának hasonló Hom. Rokitóéhoz; amazé pedig Csebinyéjéhez.”
1828-ban 47 háza és 359 lakosa volt, akik főként erdei munkákkal foglalkoztak. A 19. században a Malatinszky és Balassa családok birtokában találjuk.
Fényes Elek 1851-ben kiadott geográfiai szótárában így ír a faluról: „Zbojna, (Homonna és Izbugya), Zemplén vm. 2 orosz f. Papina fil. 5 romai, 640 gör. kath., 20 zsidó lak. Gör. anyatemplom. 309 h. szántófölddel. F. u. Malatinszky. Izbugya-Zbojnának van 483 h. szántófölde. F. u. gr. Desewffy. Ut. p. Nagy-Mihály.”
Borovszky Samu monográfiasorozatának Zemplén vármegyét tárgyaló része szerint: „Ujbajna, azelőtt Izbugya-Zbojna, ruthén kisközség 37 házzal s 245 gör. kath. vallású lakossal, a kiknek azonban itt nincs templomuk. Postája Virava, távírója és vasúti állomása Koskócz. 1463-ban már a Zbugyaiak birtoka. 1550-ben Hosszumezei Györgyöt, 1587-ben Malikóczy Gábort és Miklóst iktatják némely részeibe. Az 1598-iki összeírás Fűzy Imrét, Wiczmándy Mártont és Tamást, Bogáthy Mihályt, Palocsay Györgyöt s Malikóczy Gábort említi birtokosaiul, de 1621-ben ismét az Izbugyay családot iktatják be. 1773-ban Nemesányi Boldizsár és Pike Gáspár, később a Balogh, Dessewffy, Palaticzy s a Malonyay családok a földesurai. Most nagyobb birtokosa nincsen.”
1910-ben 273, túlnyomórészt ruszin lakosa volt. 1920 előtt Zemplén vármegye Mezőlaborci járásához tartozott.
1960-ban egyesült Óbajnával.

## Híres személyek
- Itt született Passuth Ödön (1860-1925) festő, grafikus.